# 焼き増し
焼き増し（やきまし）とは、オリジナルのフィルム（ネガなど）から複数の写真を印画紙に追加でプリントすること。ただし印刷による大量生産とは異なる。

## 写真の芸術性と焼き増し
写真家が色調などを指示して焼き増したプリントは、第三者がネガなどから勝手に焼き増したプリントに比べ価値が高いとされる。

## ビジネスモデル
写真館などで撮影した証明写真や記念写真は、ネガやオリジナルのデータを写真館が依頼者に引き渡さないことがある。これは、焼き増しによる収益を見込んだビジネスモデルである。このような写真の著作権は、写真館にある。